# Hrabstwo San Augustine

Piramida wieku hrabstwa

Hrabstwo San Augustine – hrabstwo położone w USA, w stanie Teksas. Utworzone w 1837 r. Siedzibą hrabstwa jest miasteczko San Augustine. Inne miejscowości, to: Broaddus i Bland Lake. Na południu hrabstwa rozciąga się Zbiornik Sama Rayburna. Gospodarka hrabstwa opiera się na hodowli drobiu, wydobyciu gazu ziemnego i przemyśle drzewnym. Jest jednym z najsłabiej zaludnionych hrabstw we Wschodnim Teksasie. 
Hrabstwo swoim zasięgiem obejmuje 42% powierzchni (64,4 tys. akrów) narodowego lasu Angelina i niewielki skrawek narodowego lasu Sabine. 160 km² (10%) powierzchni hrabstwa zajmują wody.

## Sąsiednie hrabstwa
- Hrabstwo Shelby (północ)
- Hrabstwo Sabine (wschód)
- Hrabstwo Jasper (południe)
- Hrabstwo Angelina (południowy zachód)
- Hrabstwo Nacogdoches (zachód)

## Demografia
Według danych pięcioletnich z 2023 roku, mieszkańcy deklarowali głównie pochodzenie afroamerykańskie (22,1%), „amerykańskie” (13,8%), angielskie (10,9%), irlandzkie (9,9%), meksykańskie (7,9%), niemieckie (7,4%), szkockie lub szkocko–irlandzkie (4,8%) i francuskie (4,1%).